# Cidugaleun
Cidugaleun is een bestuurslaag in het regentschap Tasikmalaya van de provincie West-Java, Indonesië. Cidugaleun telt 6016 inwoners (volkstelling 2010).